# Ernesto Mahieux
Ernesto Mahieux (ur. 1 stycznia 1946) – włoski aktor filmowy.

## Filmografia
- 1988: Chiari di luna jako Piłkarz
- 2002: Imbalsamatore, L' jako Peppino
- 2006: Złote wrota jako Dr. Zampino
- 2007: 7/8
- 2007: Mi fido di te jako Kappadue
- 2009: Napoli Napoli Napoli jako Celestino
- 2010: Diabelskie sztuczki jako Pecoraro
- 2012: Moglie del sarto, La
- 2013: Domenica notte, Una
- 2013: AmeriQua jako Don Farina

## Nagrody
Za rolę Peppino w filmie Imbalsamatore, L' został uhonorowany nagrodą David di Donatello.